# Gerkerath
Gerkerath ist eine Honschaft (Ortsteil) des Stadtteils Rheindahlen-Land im Stadtbezirk West (bis 22. Oktober 2009 Rheindahlen) in Mönchengladbach.
Durch Gerkerath verläuft die gleichnamige Straße. Namensverwandt sind die Nachbarortschaft Gerkerathwinkel, der aus Rheindahlen nach Gerkerath führende Gerkerather Weg, die in Rheindahlen gelegene Gerkerather Mühle, die ebenfalls dort gelegene gleichnamige Straße sowie das Naturschutzgebiet Gerkerather Wald nördlich von Gerkerath.

## Sehenswürdigkeiten
- Kapelle St. Johannes (Mönchengladbach) von 1851/52
- Ehemalige Schule Gerkerath von 1929